# Mikayıl Abdullayev

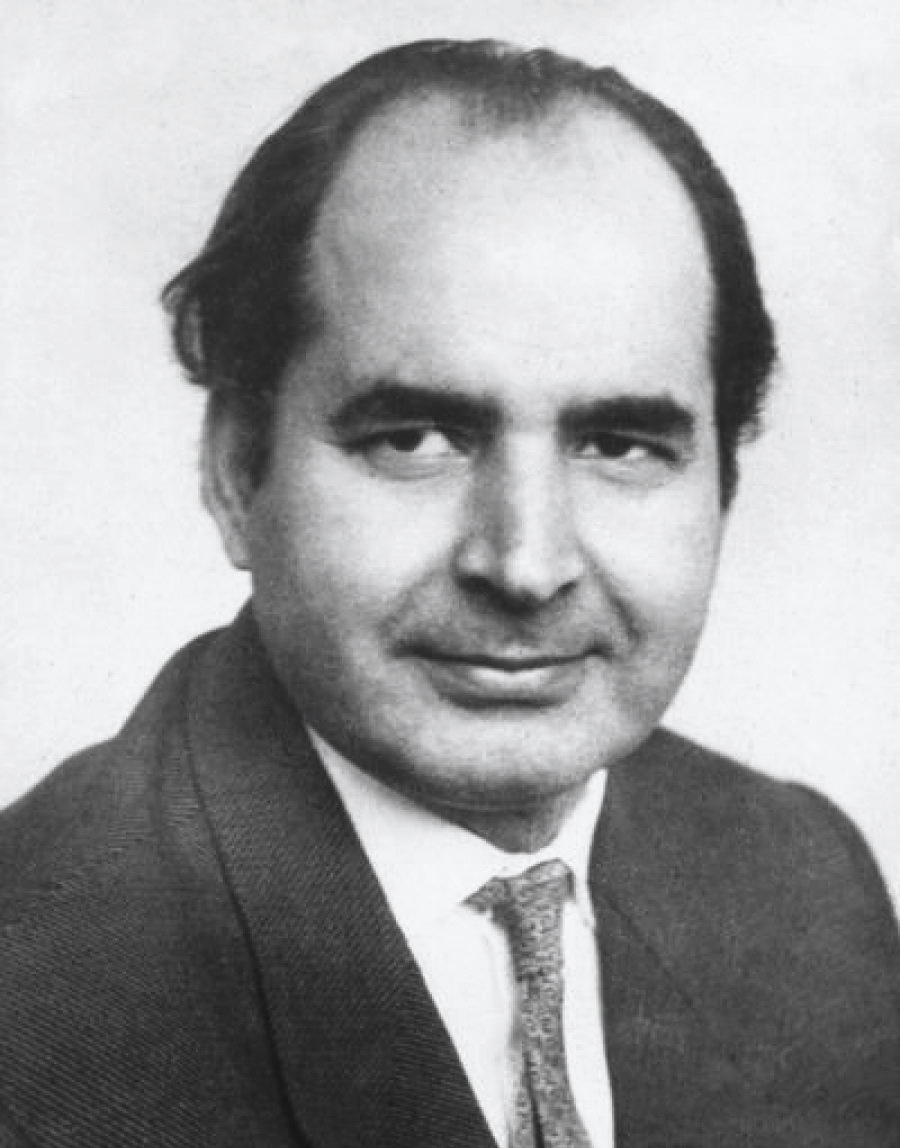
Mikayıl Abdullayev

Mikayıl Hüseyn oğlu Abdullayev (eingedeutscht Mikail Abdullajew; * 19. Dezember 1921 in Baku, Aserbaidschanische SSR; † 21. August 2002 ebenda, Republik Aserbaidschan) war ein aserbaidschanisch-sowjetischer Maler, Grafiker, Bühnenbildner und Lehrer.

## Biographie
Abdullayev studierte zwischen 1935 und 1939 an der Aserbaidschanischen Kunsthochschule (heute die Əzim Əzimzadə Kunstschule in Baku). Im Anschluss ging er nach Moskau, um dort seine künstlerisch-akademische Laufbahn am Wassili Surikow Kunstinstitut fortzusetzen.
Während der Kriegszeit (1941–1945) lehrte Abdullayev an der Kunsthochschule in Baku. Ab 1965 war er im M.A.Aliyev Kunstinstitut von Aserbaidschan tätig. Als Vollmitglied gehörte er in der zweiten Hälfte der 1980er Jahre zur Kunstakademie der UdSSR. Zudem saß er als Abgeordneter im Obersten Sowjet der Aserbaidschanischen SSR.
Abdullayev starb am 21. August 2002 in Baku und wurde auf der Ehrenallee (genannt Fəxri Xiyaban) beigesetzt.

## Künstlerisches Schaffen
Das künstlerische Werk von Abdullayev war eng mit der Literatur verbunden. Er hat zahlreiche Schriftsteller und Künstler porträtiert wie etwa Maxim Gorki, Üzeyir Hacibəyov, Səməd Vurğun, Imadəddin Nəsimi etc.
Landschaftsmalerei, Porträt und Stillleben gehörten zu den dominierenden Gattungen der Malerei, denen sich Abdullayev in seiner Karriere immer wieder zuwandte. Er ist Autor der Gemälde wie „Axşam“, Achscham (Abend), „Mingəçevir alovları“ (Flammen von Mingəçevir), Illustrationen für das Epos „Kitabi Dede-Korkut“ (Das Buch von Dede Korkut), für das Poem „Lejli und Medschnun“ etc.

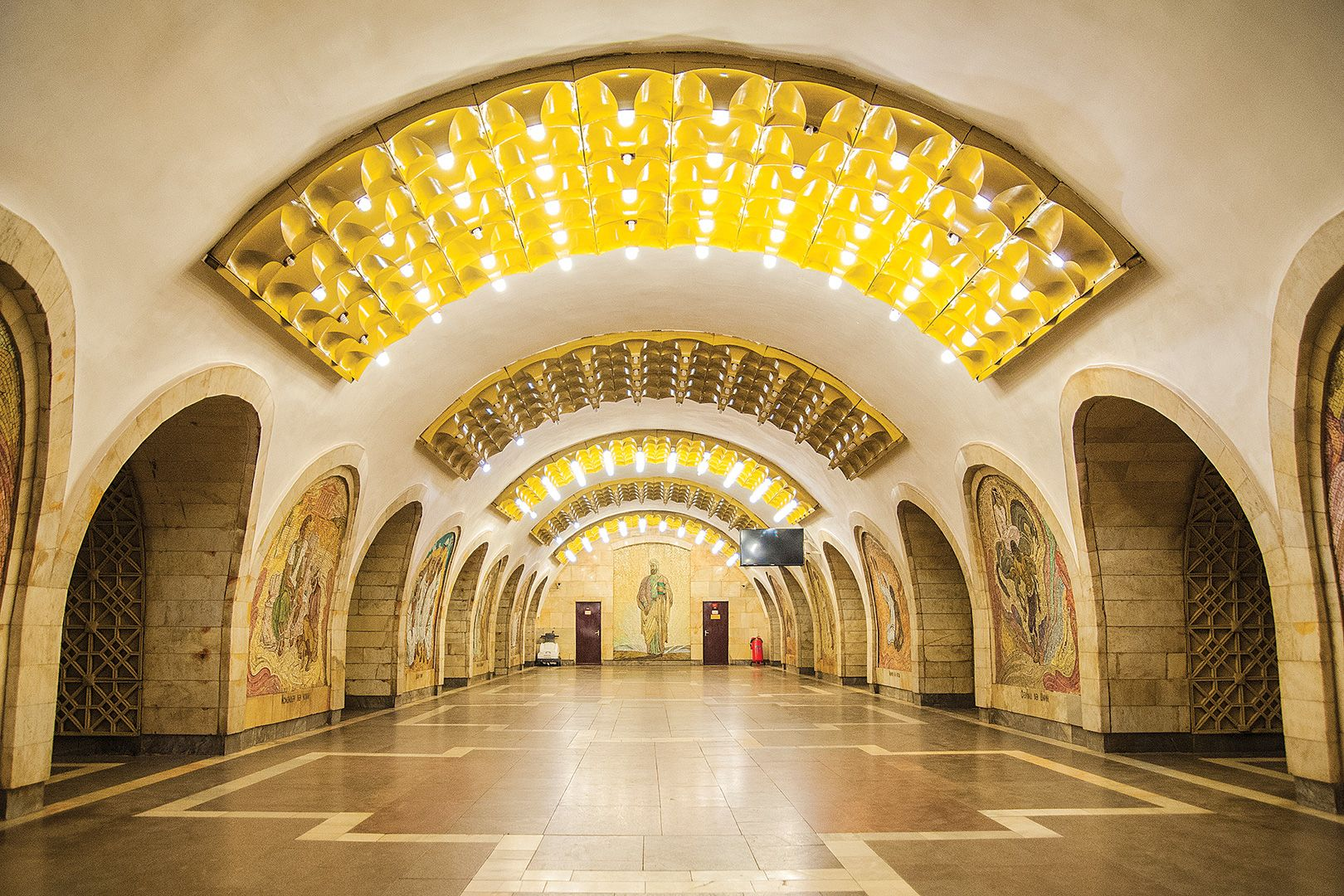
Innenbereich der U-Bahn-Haltestelle „Nizami Gəncəvi“ in Baku

1963 wurde Abdullayev zum Volkskünstler der UdSSR ernannt.
Von 1956 bis 1971 reiste der Künstler durch Indien, Afghanistan, Polen, Italien und andere Länder. Er schuf Porträts von Indira Gandhi, Renato Guttuso, Alberto Moravia und Giacomo Manzù. Während der Indienreise entstanden Werke wie „Frauen von Rajasthan“ und „Bengali Mädchen“. Für seinen Gemäldezyklus „Entlang Indien“ wurde Abdullayev von der indischen Regierung 1970 mit der Goldmedaille und dem Jawaharlal-Nehru-Preis (Jawaharlal Nehru Award for International Understanding) ausgezeichnet. Weltweit fanden seine persönliche Ausstellungen statt, unter anderem in London, Moskau, Montreal, Delhi etc.
Abdullayev schmückte auch die Halle der Bakuer U-Bahnstation „Nizami Gəncəvi“ und schuf an den Wänden die Mosaikplatten mit den Motiven von Nizamis berühmten Werken und dem Porträt des Dichters selbst.